# Eodorcadion consentaneum
Eodorcadion consentaneum är en skalbaggsart som först beskrevs av Jakovlev 1899.  Eodorcadion consentaneum ingår i släktet Eodorcadion och familjen långhorningar. Inga underarter finns listade i Catalogue of Life.